# Smiler
Albums de Rod Stewart
Sing It Again Rod
(1973) Atlantic Crossing
(1975)
Smiler est le cinquième album de Rod Stewart, sorti en 1974, et son dernier pour Mercury Records. C'est son troisième no 1 d'affilée au Royaume-Uni, après Every Picture Tells a Story et Never a Dull Moment, et même le quatrième en comptant la compilation Sing It Again Rod.

## Titres

### Face 1
1. Sweet Little Rock 'n' Roller (Chuck Berry) – 3:43
2. Lochinvar / Farewell (Pete Sears / Rod Stewart, Martin Quittenton) – 4:55
3. Sailor (Rod Stewart, Ron Wood) – 3:35
4. Bring It on Home to Me / You Send Me (Sam Cooke) – 3:57
5. Let Me Be Your Car (Elton John, Bernie Taupin) – 4:56

### Face 2
1. (You Make Me Feel Like) A Natural Man (Gerry Goffin, Carole King, Jerry Wexler) – 3:54
2. Dixie Toot (Rod Stewart, Ron Wood) – 3:27
3. Hard Road (Harry Vanda, George Young) – 4:27
4. I've Grown Accustomed to Her Face (Instrumental) (Alan Jay Lerner, Frederick Loewe) – 1:32
5. Girl from the North Country (Bob Dylan) – 3:52
6. Mine for Me (Paul McCartney, Linda McCartney) – 4:02

## Musiciens
- Rod Stewart : chant
- Elton John : piano, chant
- Ron Wood : guitare, basse
- Pete Sears : piano
- Rick Grech : violon
- Ray Jackson : mandoline
- Ian McLagan : orgue, piano
- Irene Chanter : chœurs
- Ray Cooper : percussions
- Spike Heatley : basse
- Andy Newmark : batterie
- Dick Powell : violon
- Martin Quittenton : guitare
- Micky Waller : batterie, trombone
- Willie Weeks : basse
- Kenney Jones : batterie
- The Memphis Horns
- Tropic Isles Steel Band
- Chris Barber's Jazz Band